# Адам Юрецько
Адам Юрецько (нім. Adam Juretzko; нар. 30 вересня 1972, Тихи, Сілезьке воєводство, Польща) — німецький борець греко-римського стилю, дворазовий бронзовий призер чемпіонатів Європи, бронзовий призер Кубку світу, учасник Олімпійських ігор.

## Біографія
Боротьбою почав займатися з 1984 року. Восьмиразовий чемпіон Німеччини, причому перший свій чемпіонський титул виграв ще у 1989 році 17-річним юнаком, а останній — через 25 років, у 2014, коли йому виповнилось вже 42 роки. Виступав за німецькі борцівські клуби VfK 07 Schifferstadt з Шифферштадта, земля Рейнланд-Пфальц і KSV з Віттена, земля Північний Рейн-Вестфалія. Тренер Майк Булльманн. З 2008 року тренер борцівського клубу KSV з Віттена.

## Спортивні результати на міжнародних змаганнях

### Виступи на Олімпіадах
| Змагання                                   | Збірна    | Вагова категорія                 | Місце |
| ------------------------------------------ | --------- | -------------------------------- | ----- |
| Боротьба на літніх Олімпійських іграх 2000 | Німеччина | греко-римська боротьба, до 69 кг | 13    |

### Виступи на Чемпіонатах світу
| Змагання                        | Збірна    | Вагова категорія                 | Місце |
| ------------------------------- | --------- | -------------------------------- | ----- |
| Чемпіонат світу з боротьби 1994 | Німеччина | греко-римська боротьба, до 68 кг | 14    |
| Чемпіонат світу з боротьби 1997 | Німеччина | греко-римська боротьба, до 69 кг | 5     |
| Чемпіонат світу з боротьби 1998 | Німеччина | греко-римська боротьба, до 69 кг | 10    |
| Чемпіонат світу з боротьби 1999 | Німеччина | греко-римська боротьба, до 69 кг | 9     |

### Виступи на Чемпіонатах Європи
| Змагання                         | Збірна    | Вагова категорія                 | Місце  |
| -------------------------------- | --------- | -------------------------------- | ------ |
| Чемпіонат Європи з боротьби 1994 | Німеччина | греко-римська боротьба, до 68 кг | 10     |
| Чемпіонат Європи з боротьби 1995 | Німеччина | греко-римська боротьба, до 68 кг | 8      |
| Чемпіонат Європи з боротьби 1997 | Німеччина | греко-римська боротьба, до 69 кг | 5      |
| Чемпіонат Європи з боротьби 1998 | Німеччина | греко-римська боротьба, до 69 кг | Бронза |
| Чемпіонат Європи з боротьби 1999 | Німеччина | греко-римська боротьба, до 69 кг | 4      |
| Чемпіонат Європи з боротьби 2000 | Німеччина | греко-римська боротьба, до 69 кг | 10     |
| Чемпіонат Європи з боротьби 2001 | Німеччина | греко-римська боротьба, до 76 кг | 6      |
| Чемпіонат Європи з боротьби 2005 | Німеччина | греко-римська боротьба, до 74 кг | Бронза |
| Чемпіонат Європи з боротьби 2007 | Німеччина | греко-римська боротьба, до 74 кг | 20     |
| Чемпіонат Європи з боротьби 2009 | Німеччина | греко-римська боротьба, до 74 кг | 9      |

### Виступи на Кубках світу
| Змагання                    | Збірна    | Вагова категорія                 | Місце  |
| --------------------------- | --------- | -------------------------------- | ------ |
| Кубок світу з боротьби 1995 | Німеччина | греко-римська боротьба, до 68 кг | Бронза |

### Виступи на інших змаганнях
| Змагання                                                             | Збірна    | Вагова категорія                 | Місце  |
| -------------------------------------------------------------------- | --------- | -------------------------------- | ------ |
| Гран-прі Німеччини з боротьби 1993                                   | Німеччина | греко-римська боротьба, до 68 кг | 11     |
| Ігри Балтійського моря 1993                                          | Німеччина | греко-римська боротьба, до 68 кг | 7      |
| Гран-прі Німеччини з боротьби 1994                                   | Німеччина | греко-римська боротьба, до 68 кг | 4      |
| Всесвітні ігри військовослужбовців 1995                              | Німеччина | греко-римська боротьба, до 68 кг | Бронза |
| Гран-прі Німеччини з боротьби 1995                                   | Німеччина | греко-римська боротьба, до 68 кг | Золото |
| Тестовий турнір FILA 1998                                            | Німеччина | греко-римська боротьба, до 69 кг | Золото |
| Гран-прі Німеччини з боротьби 1998                                   | Німеччина | греко-римська боротьба, до 69 кг | Золото |
| Олімпійський кваліфікаційний турнір з боротьби 2000 (Фаенца)         | Німеччина | греко-римська боротьба, до 69 кг | Золото |
| Олімпійський кваліфікаційний турнір з боротьби 2000 (Клермон-Ферран) | Німеччина | греко-римська боротьба, до 69 кг | Срібло |
| Олімпійський кваліфікаційний турнір з боротьби 2000 (Ташкент)        | Німеччина | греко-римська боротьба, до 69 кг | 4      |
| Чемпіонат світу з боротьби серед військовослужбовців 2001            | Німеччина | греко-римська боротьба, до 76 кг | Срібло |
| Гран-прі Німеччини з боротьби 2003                                   | Німеччина | греко-римська боротьба, до 74 кг | 6      |
| Чемпіонат світу з боротьби серед військовослужбовців 2003            | Німеччина | греко-римська боротьба, до 74 кг | Бронза |
| Гран-прі Німеччини з боротьби 2004                                   | Німеччина | греко-римська боротьба, до 74 кг | Золото |
| Гран-прі Німеччини з боротьби 2005                                   | Німеччина | греко-римська боротьба, до 74 кг | Золото |
| Гран-прі Німеччини з боротьби 2007                                   | Німеччина | греко-римська боротьба, до 74 кг | 15     |
| Гран-прі Німеччини з боротьби 2008                                   | Німеччина | греко-римська боротьба, до 74 кг | Срібло |
| Гран-прі Німеччини з боротьби 2009                                   | Німеччина | греко-римська боротьба, до 74 кг | Золото |
| Гран-прі Німеччини з боротьби 2010                                   | Німеччина | греко-римська боротьба, до 74 кг | 7      |
| Гран-прі Німеччини з боротьби 2014                                   | Німеччина | греко-римська боротьба, до 71 кг | 13     |
| Чемпіонат світу з боротьби серед військовослужбовців 2016            | Німеччина | греко-римська боротьба, до 75 кг | 5      |